# 北海道旗
北海道旗（日语：／ Hokkaidōkii）是日本的47面都道府县旗之一。该条目是对北海道旗以及北海道章（日语：／ Hokkaidōshō）的解说。

## 制定经过
道旗、道章是1967年正式制定的，其設計是從开拓使旗（北辰旗）所延伸的，因此本节首先說明其前身的由来及历史。

### 開拓使旗
是由青色的底色和红色的五芒星所組成，獲得道民所喜爱，又稱為北辰旗（日语：／ Hokushinki））。
源自於北海道开拓使公用船船长蛯子末次郎所採用的公用船船章，後于1872年2月正式确立為开拓使的官方旗幟；同年9月，开拓使次官黑田清隆向政府提出要求，主張把此旗的五芒星变更为七芒星，但被政府部门拒绝，使黑田的设计变更案成了幻影。
1878年此旗被取消悬挂之後，1882年北海道廢除了開拓使改制成三县一局（根室县、札幌县、函馆县、農商務省北海道事业管理局），以及1886年統合了三縣一局取而代之的北海道廳时代，皆未再創建特定的标志与旗帜。

开拓使旗
黑田清隆所提倡的开拓使旗设计变更案（猜想）

### 道旗、道章的制定
1960年代，其他都、府、县相继制定了他们的都、府、县旗，因此北海道決定在1968年开道100周年之際制定道旗来彰显其动力。最初在道内开展活动时，依靠众多的美术团体的支持，总共获得了超过7,500份的道旗道章设计方案，经过北海道旗・北海道章委员会的评选，于1967年决定采用栗谷川建一的设计方案；5月1日，第775号道告示《北海道章与北海道旗的有关事项》上正式制定了北海道的道旗、道章。

北海道章

## 设计含义
作為其前身的北辰旗方面，旗上採用的五芒星和黑田構想的七芒星体现的是开拓者、先驱者雄壮的精神，以及对北海道未来能够继续传承这种精神的期許。
自1967年制定的道旗方面，绀藍色的背景象征北海（即北日本海和南鄂霍次克海）与天空，中央的红色七芒星（亦為道章）象征道民的不屈精神，在它周围是代表荣耀与风雪历程的白色光芒。而同時制定的道章并没有特定的配色方案。

## 脚注
1. ↑  . 北海道人·北海道之星专题. （原始内容存档于2009-07-25） （日语）.
2. ↑  . 北海道人·北海道之星专题. （原始内容存档于2011-10-05） （日语）.
3. ↑  . 北海道 （日语）.[永久]

## 关联项目
- 札幌啤酒
- 北海道日本火腿斗士